# Villetoureix
Villetoureix är en kommun i departementet Dordogne i regionen Nouvelle-Aquitaine i sydvästra Frankrike. Kommunen ligger i kantonen Ribérac som tillhör arrondissementet Périgueux. År 2022 hade Villetoureix 893 invånare.

## Befolkningsutveckling
Antalet invånare i kommunen Villetoureix
Referens:INSEE